# Pharaphodius atroscutellatus
Pharaphodius atroscutellatus är en skalbaggsart som beskrevs av Schmidt 1909. Pharaphodius atroscutellatus ingår i släktet Pharaphodius och familjen Aphodiidae. Inga underarter finns listade i Catalogue of Life.